# Allium longicollum
Allium longicollum är en amaryllisväxtart som beskrevs av Per Erland Berg Wendelbo. Allium longicollum ingår i släktet lökar, och familjen amaryllisväxter. Inga underarter finns listade i Catalogue of Life.